# Voïkovskaïa (métro de Moscou)
Voïkovskaïa (en russe : Во́йковская) est une station de la ligne Zamoskvoretskaïa (ligne 2 verte) du métro de Moscou. Elle est située sur le territoire du raïon Voïkovski, dans le district administratif nord de Moscou.
Elle est mise en service en 1964, lors de l'ouverture du prolongement nord de la ligne 2 du métro.

## Situation sur le réseau
Établie en souterrain, à 7 mètres sous le niveau du sol, la station Voïkovskaïa est située au point 103+17,6 de la ligne Zamoskvoretskaïa (ligne 2 verte), entre les stations, Vodny stadion (en direction de Khovrino) et Sokol (en direction de Alma-Atinskaïa).

## Histoire
La station Voïkovskaïa est mise en service le 31 décembre 1964, lors de l'ouverture à l'exploitation de la section de Sokol à Retchnoï vokzal qui forme le prolongement nord de la deuxième ligne du métro de Moscou.

## Services aux voyageurs

### Desserte
Voïkovskaïa est desservie par les rames de la ligne Zamoskvoretskaïa, dite aussi ligne 2.

Installations et desserte
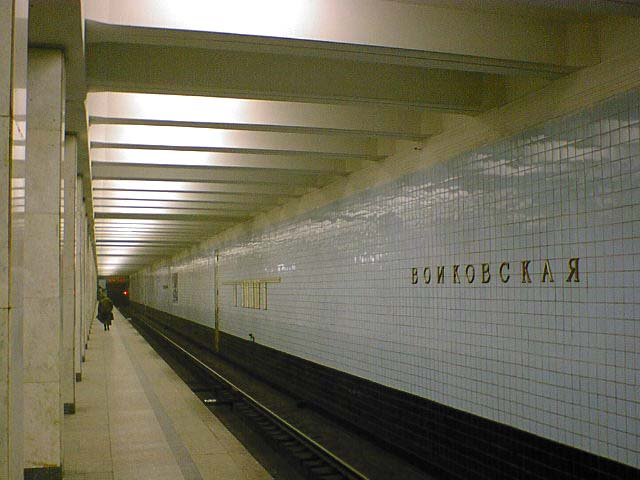
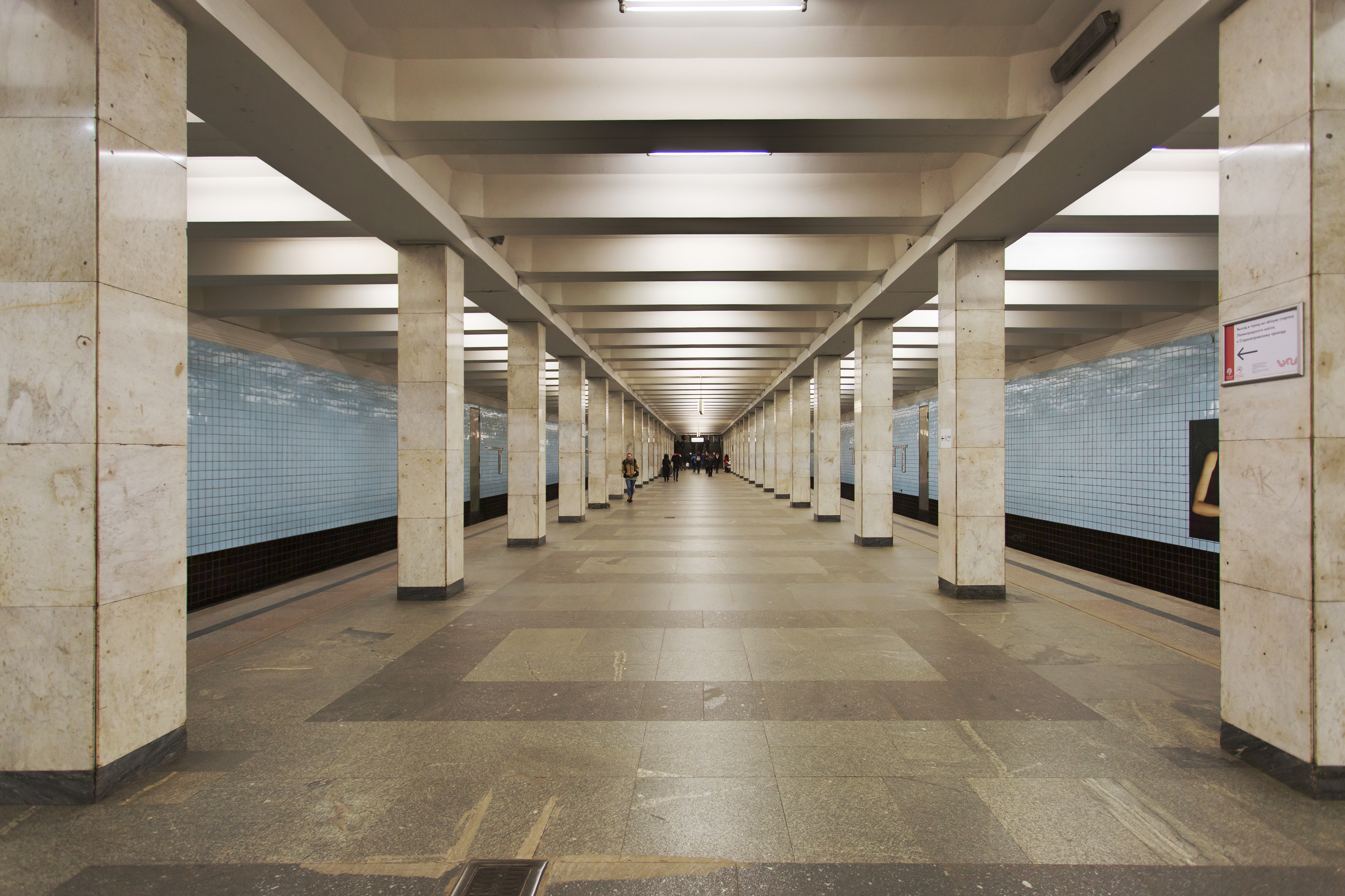
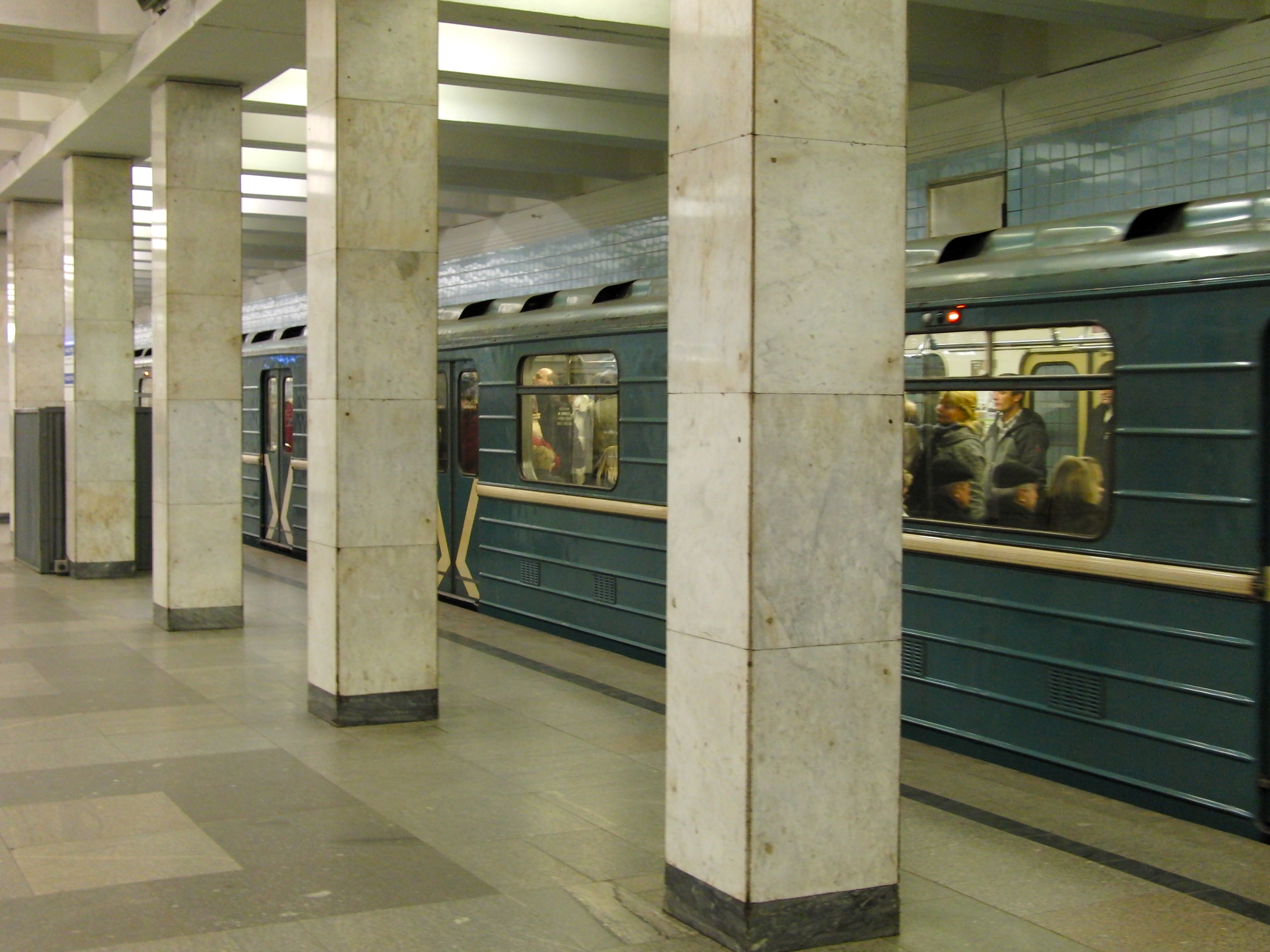